# Berícid Sulfúric
Berícid Sulfúric és un podcast català de radioteatre especialitzat en paròdies. Els seus trets característics són l'humor absurd i la manca de continuïtat, de manera que cada episodi funciona per si mateix.
Els orígens de Berícid Sulfúric es troben a l'Escola Catalana de Doblatge, on els integrants de l'equip inicial es van conèixer com a estudiants. El 2014 van engegar el projecte de podcast, que van finançar a través d'una campanya de micromecenatge. Publiquen un nou episodi el primer dilluns de cada mes, entre octubre i juny.

## Projectes
L'hora d'en Zac Zachary va ser una secció diària al programa Interferències de Catalunya Ràdio conduïda per l'equip de Berícid Sulfúric durant l'estiu de 2016. Estava basada en un capítol homònim del podcast on un presentador de ràdio americà dels anys 40 feia un programa de varietats: aquest format es va traslladar a la ràdio en càpsules d'entre 2 i 3 minuts on cada dia es podia sentir un fragment o secció diferent del programa de Zac Zachary.
Berícid Sulfúric va participar en la festa radiofònica Art's Birthday Party, que Catalunya Música va celebrar el 17 de gener de 2017, juntament les altres emissores del grup Ars Acustica de la Unió Europea de Radiodifusió. Seguint la idea de l'artista Fluxus Robert Filliou, aquest grup d'emissores celebra cada any l'aniversari del naixement de les arts. Berícid Sulfúric hi va fer una sèrie d'esquetxos amb el mateix Filliou com a protagonista que van servir per conduir la vetllada.
¡Madre mía, un libro! és el primer llibre de Berícid Sulfúric, un recull dels millors guions de les seves primeres dues temporades juntament amb una selecció de càpsules de L'hora d'en Zac Zachary i un text teatral escrit exclusivament per l'ocasió que només es va representar a les presentacions del llibre. ¡Madre mía, un libro! va ser finançat amb una nova campanya de micromecenatge.